# آکادمی سیبلیوس
آکادمی سیبلیوس (انگلیسی: Sibelius Academy؛ فنلاندی: Taideyliopisto Sibelius-Akatemia؛ سوئدی: Konstuniversitetets Sibelius-Akademi) زیرمجموعه‌ای از «دانشگاه هنر هلسینکی» است که در شهر هلسینکی فنلاند واقع شده‌است. این آکادمی دو مرکز آموزشی هم در شهرهای یارونپا و سینایوکی دارد و تنها دانشگاه اختصاصی موسیقی در فنلاند محسوب می‌شود.
آکادمی سیبلیوس یکی از بزرگترین مراکز آموزشی موسیقی در اروپاست و در حدود ۱۷۰۰ دانشجو دارد.
آکادمی سیبلیوس یکی از گردانندگان «مسابقه بین‌المللی ویولن‌نوازی ژان سیبلیوس» است که هر ۵ سال یکبار در هلسینکی فنلاند برگزار می‌شود.
ژان سیبلیوس، توماس کانتلینن، اینویوهانی رائوتاوارا، کایا ساریاهو، جوانی آلتونن و تاریا تورونن از دانش‌آموختگان این مرکز آموزشی هستند.